# خوسيه ماريا فيغيريس
خوسيه ماريا فيغيريس (بالإنجليزية: José María Figueres) (و. 1954 – م) هو سياسي من كوستاريكا ولد في سان خوسيه، كوستاريكا.

## التعليم
تعلم في الأكاديمية العسكرية الأمريكية، وجامعة هارفارد، وكلية كينيدي بجامعة هارفارد.

## روابط خارجية
- خوسيه ماريا فيغيريس على موقع الموسوعة البريطانية (الإنجليزية)
- خوسيه ماريا فيغيريس على موقع مونزينجر (الألمانية)